# Tolypanthus maclurei
Tolypanthus maclurei är en tvåhjärtbladig växtart som först beskrevs av Elmer Drew Merrill, och fick sitt nu gällande namn av Danser. Tolypanthus maclurei ingår i släktet Tolypanthus och familjen Loranthaceae. Inga underarter finns listade i Catalogue of Life.